# 宇治高等専修学校
宇治高等専修学校（うじこうとうせんしゅうがっこう）は、かつて京都府宇治市宇治善法にあった私立専修学校。
1946年4月に前身が技芸学校として設置され、1976年に高等専修学校となった女子学校であった。略称は「宇治専」、「宇治高専」など。
1994年9月1日に学校法人立命館と法人合併（対等合併とされる）以後は、宇治高等専修学校は宇治高等学校（現立命館宇治高等学校）と共に立命館側に移管された。ただし高等専修学校は、既に宇治学園時代末期より廃校の計画があったため、校名に「立命館」は付されなかった。
1998年7月24日に廃止が当初計画通りに認可され、その後廃校となった。

## 設置者
- 学校法人宇治学園。最終管理者は学校法人立命館。

## 所在地
- 京都府宇治市宇治善法8

## 創設者
- 川田平八郎
- 川田ヨシ子

## 系列校
- 宇治高等学校

## 交通
- JR宇治駅
- 京阪宇治駅

## 沿革
- 1946年 - 宇治洋裁女学院（京都府久世郡宇治町大字宇治町小字妙楽202）を開校する。
- 1948年 - 「宇治高等技芸学校」の設置を京都府知事より認可を受ける。
- 1965年 - 学校法人宇治学園 宇治高等学校設置の認可を受け、宇治高等学校開校。
- 1976年 - 技芸学校、学校教育法に基づく専修学校制度発足に伴い、「宇治高等専修学校」に校名変更をする。
- 1984年 - 宇治高等専修学校、宇治妙楽校舎より宇治善法校舎に移転する。
- 1994年9月1日 - 学校法人立命館との法人合併をする。
- 1998年7月24日 - 廃校認可。後に廃校。

## その他
- 廃校直前の制服の様式は冬の制服は紺のセーラー服タイプであった。また夏の制服は白と黒のチェックのタイプのワンピースであった。

## 参考資料
- 「宇治学園50年略年史 あゆみ」1995年、学校法人立命館